# Blindness - Cecità
Blindness - Cecità (Blindness) è un film del 2008 diretto da Fernando Meirelles.
Il soggetto è tratto dal romanzo del 1995 Cecità di José Saramago. Blindness debuttò come film d'apertura al Festival di Cannes del 2008 e uscì poi nelle sale negli Stati Uniti nell'ottobre dello stesso anno.

## Trama
Un uomo, mentre è fermo a un semaforo alla guida della sua automobile, diventa improvvisamente cieco. Bloccatosi, crea un ingorgo e attira l'attenzione di numerosi passanti. Uno di questi si offre di aiutarlo guidandogli la sua macchina fino a casa. Il gesto, apparentemente generoso, si scoprirà essere la premessa per il furto della stessa auto. La cecità ha colpito quell'uomo in maniera improvvisa e istantanea e ha la caratteristica di presentarsi non come un'assenza di luce ma al contrario proprio come un chiarore uniforme e perenne.
Tornata la moglie, l'uomo viene accompagnato subito da un oculista che non trova spiegazioni all'accaduto e lo rimanda a un consulto il giorno seguente. A casa, l'oculista è come sconvolto e dopo una notte quasi insonne, alla mattina annuncia alla moglie di essere diventato anche lui cieco. La moglie non raccoglie i consigli del marito di allontanarsi, datosi il sospetto del carattere contagioso di questa strana cecità, e quando il marito viene prelevato a casa con le premure riservate a chi non deve essere avvicinato senza precauzioni, lei lo segue e per potergli stare vicino si finge cieca.
La cecità sta effettivamente dilagando e le autorità hanno deciso di isolare i contagiati in strutture sicure. Il medico e la moglie sono così i primi ospiti di un ex ospedale che via via dovrà accogliere solo ed esclusivamente gli affetti da questa inspiegabile malattia. I degenti dovranno autogestirsi e l'unico contatto con l'esterno risulterà la consegna dei pasti, mentre per chi solo si avvicinerà alle uscite è stato dato ordine ai militari di guardia di sparare.
Nella prima corsia occupata si ritrovano molti dei pazienti che il medico ha avuto nel suo ultimo giorno di visite, e inoltre anche il ladro che ha rubato l'auto al primo cieco. Quest'ultimo, per aver allungato troppo le mani, viene ferito dal tacco a spillo di una ragazza che continua a indossare gli occhiali scuri prescritti per curare la congiuntivite di cui soffriva prima di diventare cieca. Le condizioni igieniche del posto finiranno per condannare l'uomo ferito, nonostante gli sforzi del medico e di sua moglie. Quest'ultima, senza aver mai palesato il suo stato di vedente, si sobbarca un lavoro immane cercando di mantenere un minimo di decenza per sé, per suo marito e per i suoi compagni di sventura. Con il passare del tempo l'impresa diventa quasi impossibile. Gli ospiti della struttura aumentano a dismisura e la sporcizia e il caos hanno il sopravvento. Il cibo è sempre meno e gli occupanti di una camerata si organizzano assumendosi arbitrariamente l'incarico di ritirarlo e distribuirlo/razionarlo loro. Approfittando del fatto di possedere una pistola, dapprima fanno razzia di ogni prezioso e poi, non avendo più nulla da depredare, decidono di consegnare il cibo solo a quelle corsie che avranno offerto le proprie donne al loro piacere.
Dopo alcune resistenze di ordine morale, la fame ha il sopravvento e, per il bene di tutti, anche nella corsia del medico, parte delle donne si offre al turpe scambio. Tra queste sua moglie, la moglie del primo cieco e la ragazza dagli occhiali scuri. Nell'incontro/stupro una donna particolarmente debole resta uccisa e la moglie del medico medita vendetta. Così durante un successivo "incontro" con le donne di un'altra corsia, la moglie del medico, armata di forbici, uccide il capo della cricca di malavitosi stroncando l'insopportabile baratto ma innesca una possibile e pericolosa escalation di violenza. Quando un'altra donna appicca un incendio proprio nella camerata degli aguzzini, sterminandoli, tutto l'edificio va a fuoco. Costretti a fuggire, i ciechi scoprono che i cancelli sono aperti e le guardie non ci sono più. Sono tutti diventati ciechi e l'intera città, e forse il mondo intero, sono in preda alla totale assenza di un governo.
La moglie del medico è presumibilmente l'unica vedente rimasta, e lo spettacolo che può ammirare non è invidiabile. Sporcizia e abbandono, morte e sciacallaggio di ogni tipo; l'umanità, persa la vista, sembra essere regredita a uno stato selvaggio. Non c'è elettricità, acqua corrente, niente di niente, solo caos. I ciechi si spostano in piccoli gruppi a caccia di quel poco cibo che ancora si può scovare in negozi o case abbandonate. Un piccolo gruppetto di sette ciechi, usciti dall'isolamento, si avventura nella città sotto la guida della moglie del medico. Dopo aver audacemente trovato da mangiare e aver passato la prima notte in un negozio, i sette si dirigono a casa del medico. Questa è restata fortunatamente com'era, e così, anche grazie a un'abbondante pioggia che regala l'acqua necessaria per pulirsi, i sette possono finalmente darsi una sistemata e fare anche una cena "quasi normale", concedendosi persino un brindisi con una bottiglia di "preziosissima" acqua frizzante.
Il mattino seguente, improvvisamente, così come l'aveva persa, il primo cieco riacquista la vista. La speranza che l'incubo della cecità sia finito fa esplodere di gioia tutti quanti. La moglie del medico guarda fuori, alza gli occhi al cielo e vede tutto bianco. Li abbassa e vede la città. Lei ha sempre visto e continua a vedere.

## Produzione

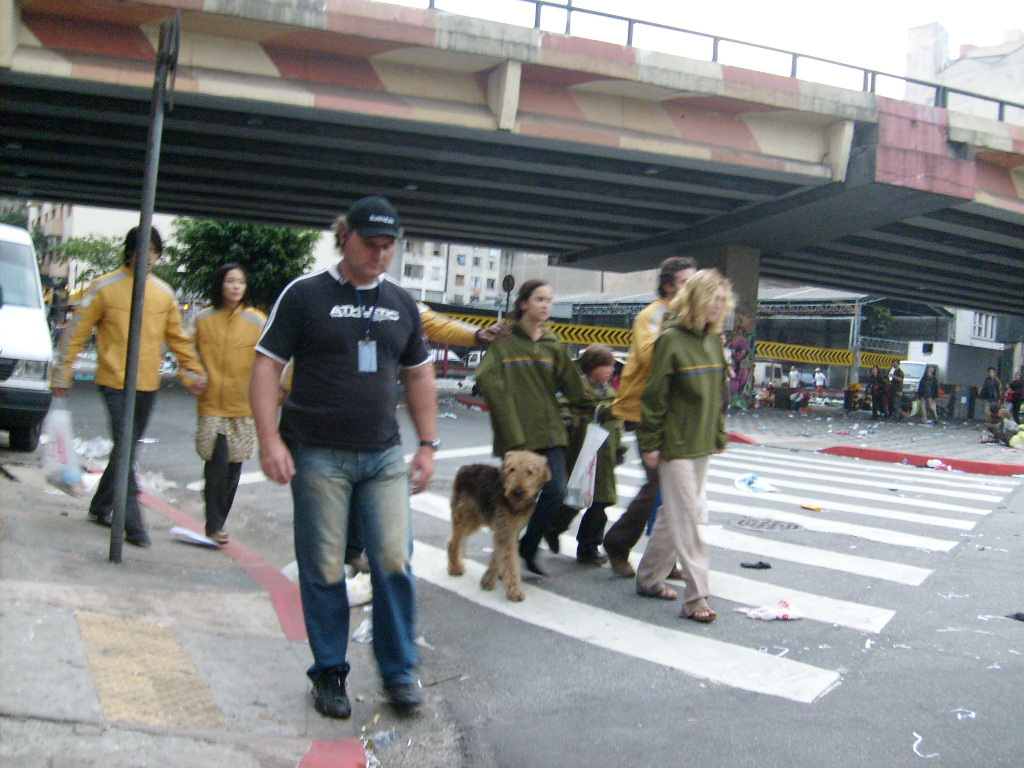
Riprese a San Paolo nel Brasile

I diritti per il romanzo di Saramago dal quale è tratto questo film, sono stati ottenuti dopo non pochi sforzi. L'autore era restio a concederli temendo che i temi trattati, contenendo anche violenza, stupri e brutalità, potessero finire "nelle mani sbagliate". Nel 1999 furono il produttore canadese Niv Fichman e lo sceneggiatore Don McKellar a vincere le resistenze dello scrittore portoghese che pose precise condizioni riguardo al fatto che non si sarebbe dovuto specificare in quale paese si svolgesse la vicenda, e che il "cane delle lacrime", personaggio minore della seconda parte della storia, dovesse essere un cane grande..
Il brasiliano Meirelles, che da tempo aveva in mente di portare sullo schermo questo romanzo, al quale fu affidata la regia, fu così libero di ambientarla al presente. Nel romanzo è imprecisata anche la collocazione temporale anche se verosimilmente è collocabile tra gli anni '60 e '90 al massimo. Quanto al set per gli esterni si optò su San Paolo per il fatto che al pubblico statunitense, così come quello europeo, risulta essere una metropoli poco conosciuta, dunque difficilmente individuabile. Alcune scene sono poi state girate anche a Montevideo e a Guelph nell'Ontario, oltre che nella città di Osasco che fa parte dell'area metropolitana di San Paolo.

## Distribuzione
Blindness è stato presentato a Cannes come primo film in concorso il 14 maggio 2008. Nel corso della successiva estate vi sono state altre première in vari Paesi del mondo e in altri due festival: il Toronto Film Festival e l'Atlantic Film Festival di Halifax. Il 3 ottobre 2008 è uscito nelle sale degli Stati Uniti e nelle settimane e mesi seguenti in tutto il resto del mondo. In Italia il film è stato distribuito direttamente in Blu-Ray-DVD il 1º giugno 2011.